# Альпин (команда Формулы-1)
Alpine (англ. Alpine F1 Team) — французская автогоночная команда, созданная для участия в Формуле-1 на базе команды Рено. Команда создаётся для продвижения спортивных автомобилей Альпин. База команды расположена в Энстоуне, Великобритания.

## История
Команда имеет долгую историю выступлений в чемпионате мира Формулы-1, она была основана Тедом Тоулменом в 1977 году. Штаб-квартира расположилась в британском Энстоуне. Впервые команда появляется в сезоне 1981 под названием Тоулмен. В мае 1985 года у команды появляется новый спонсор — Бенеттон, итальянский производитель одежды. Перед началом сезона 1986 Бенеттон выкупает Тоулмен и создаёт одноимённую команду. После покупки, дела команды пошли вверх. В сезоне 1995 команда победила в Кубке Конструкторов. За Бенеттон выступало много известных гонщиков — Герхард Бергер, Нельсон Пике, Жан Алези, Джанкарло Физикелла. А также будущий семикратный чемпион мира Михаэль Шумахер, завоевавший свои первые два титула в «Бенеттоне».
В 1998 году, с закрытием программы компании Рено по поставке моторов, результаты итальянцев начинают падать. В середине 2001 года новые хозяева в лице Рено, возвращают Флавио Бриаторе на пост директора. С 2002 года команда Бенеттон выступает уже как заводская команда Рено. В 2005 и 2006 годах команда побеждает в Кубке Конструкторов, а их пилот Фернандо Алонсо берёт два титула. В 2008 году происходит скандал на Гран-при Сингапура 2008, где Нельсон Пике-младший по приказу команды разбивает машину, тем самым обеспечивая выезд на трассу пейс-кара, это позволяет напарнику бразильца, Алонсо, победить в гонке. ФИА провела расследование, по итогу которого Бриаторе и Пэту Симондсу (главному инженеру команды) было запрещено работать в Ф1, а спонсор Рено ING покинул коллектив. 75% команды покупает компания Genii Capital. Новыми пилотами в 2010 становятся Роберт Кубица и Виталий Петров. В 2011 году команда меняет название на Лотус-Рено Гран-при, новым спонсором становится Lotus Cars. В 2012 году, после конфликта с Кейтеремом за название, команда меняет название на Лотус, новыми пилотами стали Кими Райкконен и Ромен Грожан. В 2012 и 2013 году команда становится лучшей среди остальных, занимая 4-е место В 2014 наблюдается спад результатов и после сезона 2015 команда выкупается Рено. С 2016 года команда называется «Renault Sport Formula One Team». В сентябре 2020 было объявлено, что Рено проведёт ребрендинг и в нынешнем виде команда проводит последний сезон.

## Бренд Альпин в Формуле-1
История Альпин в Ф1 до 2020 была недолгой. Перед сезоном 1968 года был построен автомобиль Alpine A350 Grand Prix, однако после первоначальных испытаний было объявлено о сворачивании проекта, из-за низкой мощности двигателя. В 2020 Рено объявляет о переименовании команды с целью продвижения автомобилей Альпин. Также команда поменяет ливрею болида и состав пилотов.

### 2020-е

#### 2021
В дебютном сезоне за «Alpine» выступали двукратный чемпион мира 2005 и 2006 годов Фернандо Алонсо и выступавший за команду Renault в 2020 году Эстебан Окон. Коллектив использовал силовые установки Renault. Резервным пилотом команды в сезоне 2021 года стал российский гонщик Даниил Квят, ранее выступавший в Формуле-1 за команды Ред Булл, Торо Россо и Альфа Таури. Команда заняла 5-е место в зачете со 155 очками, завоевав усилиями  Эстебана Окона победу на Гран-при Венгрии, а также выиграв подиум на Гран-при Катара.

#### 2022
В 2022 году Альпин сумели занять 4 место в командном зачете в упорной борьбе с McLaren, набрав 173 очка. Лучший результат в сезоне - 4 место Эстебана Окона на Гран-при Японии.
1 августа Фернандо Алонсо объявил о подписании контракта с командой "Aston Martin" 7 октября было объявлено о подписании контракта с Пьером Гасли до конца 2024 года.

#### 2023
В 2023 году команда заняла 6 место со 120 очками в сезоне, по ходу года завоевав два подиума - третьи места на Гран-при Монако и на Гран-при Нидерландов.
По ходу сезона Альпин, имевшие довольно быструю машину, часто сходили из-за технических поломок или аварий - Эстебан Окон сошел с дистанции семь раз, а его напарник Пьер Гасли - три раза.
15 июля исполнительный директор команды Лоран Росси подал в отставку. 28 июля было объявлено об увольнении из Alpine руководителя команды Отмара Сафнауэра и спортивного директора Алана Пермяйна.

#### 2024
В сезоне 2024 за Альпин выступают Эстебан Окон и Пьер Гасли, как и в прошлом сезоне.
3 июня команда объявила, что Окон покинет команду по окончании сезона 2024. Позже, 25 июля, будет объявлено о подписании Оконом контракта с командой Haas
23 августа команда объявила о подписании контракта на сезон 2025 года с австралийским гонщиком Джеком Дуэном, дебют которого состоялся досрочно на Гран-при Абу-Даби 2024 года.

#### 2025
После Гран-при Китая 2025 года Альпин осталась единственной командой по итогам двух гонок и спринта без набранных очков.

## Результаты выступлений Alpine в Формуле-1
| Легенда к таблице |                                                                    |
| --- | ------------------------------------------------------------------ |
| В таблице перечислены результаты всех Гран-при Формулы-1, в которых принимала участие команда. Строками таблицы являются сезоны, столбцами — этапы чемпионата мира. В каждой клетке указаны сокращённое название этапа и результаты гонщиков команды, дополнительно обозначенные цветом. Расшифровка обозначений и цветов представлена в нижеследующей таблице. |                                                                    |
| \| Пример \| Описание \| \| ------------ \| ------------------------------------------------------------------ \| \| 1 \| Победитель \| \| 2 \| Второе место \| \| 3 \| Третье место \| \| 5 \| Финишировал, заработав очки \| \| Сход \| Не финишировал, но при этом заработал очки \| \| 12 \| Финишировал, не получив очков \| \| НКЛ \| Финишировал, но не попал в финальную классификацию \| \| 15 \| Участвовал вне зачёта, либо по отдельной классификации \| \| 18 \| Не финишировал, но попал в финальную классификацию \| \| Сход \| Не финишировал \| \| НКВ \| Не прошёл квалификацию \| \| НПКВ \| Не прошёл предквалификацию \| \| ДСК \| Дисквалифицирован \| \| ИСК \| Исключён из протокола соревнований \| \| ТТ \| Заявлен для участия только в тренировках \| \| НС \| Участвовал в квалификации, но не стартовал в гонке \| \| Т \| Травмирован или болен \| \| ОТК \| Отказ от участия \| \| НТР \| Прибыл на соревнования, но на трассу не выезжал \| \| НПР \| Был заявлен в числе участников, но не прибыл к началу соревнований \| \| О \| Соревнования отменены \| \| \| Не участвовал \| \| Поул-позиция \| \| \| Быстрый круг \| \| |                                                                    |
| Пример | Описание                                                           |
| 1 | Победитель                                                         |
| 2 | Второе место                                                       |
| 3 | Третье место                                                       |
| 5 | Финишировал, заработав очки                                        |
| Сход | Не финишировал, но при этом заработал очки                         |
| 12 | Финишировал, не получив очков                                      |
| НКЛ | Финишировал, но не попал в финальную классификацию                 |
| 15 | Участвовал вне зачёта, либо по отдельной классификации             |
| 18 | Не финишировал, но попал в финальную классификацию                 |
| Сход | Не финишировал                                                     |
| НКВ | Не прошёл квалификацию                                             |
| НПКВ | Не прошёл предквалификацию                                         |
| ДСК | Дисквалифицирован                                                  |
| ИСК | Исключён из протокола соревнований                                 |
| ТТ | Заявлен для участия только в тренировках                           |
| НС | Участвовал в квалификации, но не стартовал в гонке                 |
| Т | Травмирован или болен                                              |
| ОТК | Отказ от участия                                                   |
| НТР | Прибыл на соревнования, но на трассу не выезжал                    |
| НПР | Был заявлен в числе участников, но не прибыл к началу соревнований |
| О | Соревнования отменены                                              |
| | Не участвовал                                                      |
| Поул-позиция |                                                                    |
| Быстрый круг |                                                                    |

| Сезон | Шасси       | Двигатель                    | Ш | Гонщики   | 1    | 2    | 3    | 4    | 5    | 6    | 7   | 8    | 9    | 10   | 11   | 12  | 13   | 14   | 15   | 16   | 17   | 18   | 19  | 20  | 21  | 22   | 23   | 24  | Место | Очки |
| ----- | ----------- | ---------------------------- | - | --------- | ---- | ---- | ---- | ---- | ---- | ---- | --- | ---- | ---- | ---- | ---- | --- | ---- | ---- | ---- | ---- | ---- | ---- | --- | --- | --- | ---- | ---- | --- | ----- | ---- |
| 2021  | Alpine A521 | Renault E-Tech 20B 1,6 V6 T  | P |           | БАХ  | ЭМИ  | ПОР  | ИСП  | МОН  | АЗЕ  | ФРА | ШТИ  | АВТ  | ВЕЛ  | ВЕН  | БЕЛ | НИД  | ИТА  | РОС  | ТУР  | США  | МЕХ  | САП | КАТ | САУ | АБУ  |      |     | 5     | 155  |
| 2021  | Alpine A521 | Renault E-Tech 20B 1,6 V6 T  | P | Алонсо    | Сход | 10   | 8    | 17   | 13   | 6    | 8   | 9    | 10   | 7    | 4    | 11  | 6    | 8    | 6    | 16   | Сход | 9    | 9   | 3   | 13  | 8    |      |     | 5     | 155  |
| 2021  | Alpine A521 | Renault E-Tech 20B 1,6 V6 T  | P | Окон      | 13   | 9    | 7    | 9    | 9    | Сход | 14  | 14   | Сход | 9    | 1    | 7   | 9    | 10   | 14   | 10   | Сход | 13   | 8   | 5   | 4   | 9    |      |     | 5     | 155  |
| 2022  | Alpine A522 | Renault E-Tech RE22 1,6 V6 T | P |           | БАХ  | САУ  | АВС  | ЭМИ  | МАЙ  | ИСП  | МОН | АЗЕ  | КАН  | ВЕЛ  | АВТ  | ФРА | ВЕН  | БЕЛ  | НИД  | ИТА  | СИН  | ЯПО  | США | МЕХ | САП | АБУ  |      |     | 4     | 173  |
| 2022  | Alpine A522 | Renault E-Tech RE22 1,6 V6 T | P | Алонсо    | 9    | Сход | 17   | Сход | 11   | 9    | 7   | 7    | 9    | 5    | 10   | 6   | 8    | 5    | 6    | Сход | Сход | 7    | 7   | 19  | 5   | Сход |      |     | 4     | 173  |
| 2022  | Alpine A522 | Renault E-Tech RE22 1,6 V6 T | P | Окон      | 7    | 6    | 7    | 14   | 8    | 7    | 12  | 10   | 6    | Сход | 5    | 8   | 9    | 7    | 9    | 11   | Сход | 4    | 11  | 8   | 8   | 7    |      |     | 4     | 173  |
| 2023  | Alpine A523 | Renault E-Tech RE23 1,6 V6 T | P |           | БАХ  | САУ  | АВС  | АЗЕ  | МАЙ  | МОН  | ИСП | КАН  | АВТ  | ВЕЛ  | ВЕН  | БЕЛ | НИД  | ИТА  | СИН  | ЯПО  | КАТ  | США  | МЕХ | САП | ЛАС | АБУ  |      |     | 6     | 120  |
| 2023  | Alpine A523 | Renault E-Tech RE23 1,6 V6 T | P | Гасли     | 9    | 9    | Сход | 14   | 8    | 7    | 10  | 12   | 10   | Сход | Сход | 11  | 3    | 15   | 6    | 10   | 12   | 6    | 11  | 7   | 11  | 13   |      |     | 6     | 120  |
| 2023  | Alpine A523 | Renault E-Tech RE23 1,6 V6 T | P | Окон      | Сход | 8    | Сход | 15   | 9    | 3    | 8   | 8    | 14   | Сход | Сход | 8   | 10   | Сход | Сход | 9    | 7    | Сход | 10  | 10  | 4   | 12   |      |     | 6     | 120  |
| 2024  | Alpine A524 | Renault E-Tech RE24 1,6 V6 T | P |           | БАХ  | САУ  | АВС  | ЯПО  | КИТ  | МАЙ  | ЭМИ | МОН  | КАН  | ИСП  | АВТ  | ВЕЛ | ВЕН  | БЕЛ  | НИД  | ИТА  | АЗЕ  | СИН  | США | МЕХ | САП | ЛАС  | КАТ  | АБУ | 6     | 65   |
| 2024  | Alpine A524 | Renault E-Tech RE24 1,6 V6 T | P | Гасли     | 18   | Сход | 13   | 16   | 13   | 12   | 16  | 10   | 9    | 9    | 10   | НС  | Сход | 13   | 9    | 15   | 12   | 17   | 12  | 10  | 3   | Сход | 5    | 7   | 6     | 65   |
| 2024  | Alpine A524 | Renault E-Tech RE24 1,6 V6 T | P | Окон      | 17   | 13   | 16   | 15   | 11   | 10   | 14  | Сход | 10   | 10   | 12   | 16  | 18   | 9    | 15   | 14   | 15   | 13   | 18  | 13  | 2   | 17   | Сход |     | 6     | 65   |
| 2024  | Alpine A524 | Renault E-Tech RE24 1,6 V6 T | P | Дуэн      |      |      |      |      |      |      |     |      |      |      |      |     |      |      |      |      |      |      |     |     |     |      |      | 15  | 6     | 65   |
| 2025  | Alpine A525 | Renault E-Tech RE25 1,6 V6 T | P |           | АВС  | КИТ  | ЯПО  | БАХ  | САУ  | МАЙ  | ЭМИ | МОН  | ИСП  | КАН  | АВТ  | ВЕЛ | БЕЛ  | ВЕН  | НИД  | ИТА  | АЗЕ  | СИН  | США | МЕХ | САП | ЛАС  | КАТ  | АБУ | 10*   | 19*  |
| 2025  | Alpine A525 | Renault E-Tech RE25 1,6 V6 T | P | Дуэн      | Сход | 13   | 15   | 14   | 17   | Сход |     |      |      |      |      |     |      |      |      |      |      |      |     |     |     |      |      |     | 10*   | 19*  |
| 2025  | Alpine A525 | Renault E-Tech RE25 1,6 V6 T | P | Гасли     | 11   | ДСК  | 13   | 7    | Сход | 13   | 13  | Сход | 8    | 15   | 13   | 6   |      |      |      |      |      |      |     |     |     |      |      |     | 10*   | 19*  |
| 2025  | Alpine A525 | Renault E-Tech RE25 1,6 V6 T | P | Колапинто |      |      |      |      |      |      | 16  | 13   | 15   | 13   | 15   | НС  |      |      |      |      |      |      |     |     |     |      |      |     | 10*   | 19*  |

### Комментарии
1. ↑  В гонке пройдено менее 75% дистанции, поэтому начислена половина очков.
2. ↑  Получил дополнительные три очка за шестое место в спринте.
3. ↑  Получил дополнительные шесть очков за третье место в спринте.
4. 1 2 3  Получил дополнительные два очка за седьмое место в спринте.
5. ↑  Получил дополнительное очко за восьмое место в спринте.